# 鬼海弘雄
鬼海弘雄（日语：／ Kikai Hiroo，1945年3月18日—2020年10月19日）是日本一名摄影师。他以四个系列的黑白摄影作品在日本享有盛誉：东京及其附近地区的建筑物景观；东京浅草地区的人物肖像；印度和土耳其的乡村与城镇生活场景。鬼海弘雄从事上述内容的拍摄都超过了二十个年头，每一次都有发表一本或多本摄影选集。
虽然鬼海弘雄早已是日本摄影界里备受尊敬的名字，但是他直到2004年出版浅草人物摄影集《假象（Persona）》才享誉国际。他凭借该摄影集获得土门拳奖和日本摄影协会年度大奖。2009年，鬼海弘雄通过国际摄影中心和史泰德向国际市场出版了《浅草肖像（Asakusa Portraits）》。

## 早年经历
鬼海弘雄于1945年3月18日出生于日本山形县的醍醐村（现山形县寒河江市的一部分），他是他父母第7个孩子和最小的孩子（也是他们家第5个男孩）。從事攝影師之前做過貨車司機、造船廠員工、遠洋鮪魚漁船夫等各行各業。1973年在淺草寺負責人物攝影開始自身的攝影生涯。曾經榮獲APA奬特選、日本寫真協會新人奬、伊奈信男奬、「寫真之會」奬。著有《INDIA》（美篶書房）、《東京迷路》（小學館）等。另外，2004年出版的著書《PERSONA》獲得第23屆土門拳奬。2020年10月19日凌晨3時33分，因淋巴瘤在澀谷區的醫院去世，享壽75歳。

## 展览收藏

### 攝影展
1999年
- 「Persona (I)」波蘭, 克拉科夫“Manggha（英语：Manggha）”

2002年
- 「Persona (II)」波蘭, 克拉科夫“Manggha”

2004年
- 「Persona」山形·酒田“土門拳（日语：土門拳）紀念館”

2011年
- 「東京人物攝影」東京“東京都寫真美術館”

2012年
- 「Persona（+India Anatolian）」山形“山形美術館”
- 「Persona（+India Anatolian）」兵庫·伊丹“伊丹市立美術館”

2013年
- 「Persona」宮崎“宮崎縣立美術館”

2014年
- 「淺草京人物攝影」西班牙·馬德里“西班牙文化廳畫廊”（9月18日～11月19日）
- 「INDIA 1987～2011」愛媛“松山縣立美術館”（9月24日～10月11日）

## 出版作品

### 攝影集
1987年
- 《王肖像：草寺境》（矢立出版）

1992年
- 《India》（美篶書房（日语：みすず書房））

1996年
- 《：王回廊》（美篶書房）

1999年
- 《東京迷路》（小學館）

2001年
- 《：大地子》（福音館（日语：福音館書店）

2003年
- 《Persona》（草思社）

2005年
- （草思社）
- 《In-between 8 鬼海弘雄 葡萄牙、馬爾他》寫真、隨筆集（EU-Japan Fest日本委員會 （页面存档备份，存于），楠本亞紀、菊田樹子企劃、編集）

2007年
- 《東京夢譚》（草思社）

2008年
- 《Asakusa Portraits》（ICP）

2010年
- （株式會社Crevis （页面存档备份，存于））

2011年
- 《東京人物攝影》（株式會社Crevis）

2014年
- 《世間のひと》（築摩書房）

2016年
- 《Tokyo View》（かぜたび舎 （页面存档备份，存于））

### 寫文集
1999年
- 《印度月山》寫真、隨筆集（白水社）ISBN 4-560-04928-9

2012年
- 《眼風記憶 真》（岩波書店）

2015年
- 《誰少好日――目忘備》（文藝春秋）

2016年
- 《靴底減》（築摩書房）

### 其它
2004年
- 《集合住宅物語》（美篶書房（日语：みすず書房），攝影：鬼海弘雄、文：植田實）ISBN 4-622-07086-3

2006年
- （樹立社，攝影：鬼海弘雄、文：都春美）ISBN 4-901769-41-3

### 脚注
1. ↑  鬼海弘雄的名字“弘雄”的日语读音罗马化之后通常写成，但有时也写成；而在法语里则拼成。
2. ↑  鬼海弘雄在1988年便已获得伊奈信男奖；2000年，他的作品在三桥纯予的提议下被东京都摄影美术馆收藏[1]。

### 出典
1. ↑  . 京都市: 淡交社. 2000: 98  [2020-10-23]. ISBN 9784473017505. （原始内容存档于2020-10-31）.
2. ↑  . ふぉとなび.   [2020-10-23]. （原始内容存档于2020-10-26）.
3. ↑  . 日本摄影协会.   [2020-10-23]. （原始内容存档于2019-09-02）.
4. ↑  . SANSPO.COM. 2020-10-19  [2020-10-20]. （原始内容存档于2020-11-01） （日语）.
5. ↑  . 東京新聞. 2020-10-20  [2020-10-20]. （原始内容存档于2020-11-27） （日语）.